# Coloni C3
A Coloni C3 egy Formula–1-es versenyautó, amit a Coloni csapat tervezett és versenyeztetett az 1989-es Formula–1 világbajnokság során. Pilótái Roberto Moreno, Pierre-Henri Raphanel és Enrico Bertaggia voltak. Sikertelensége miatt áttervezésre került, és 1990-ben C3B néven versenyeztették, ekkor a Ford-Cosworth motorok helyett a Subaru saját különleges erőforrásaival. A csapat egyetlen versenyzője Bertrand Gachot volt ebben az idényben. A rosszul sikerült autót idény közben újra áttervezték, visszakapta a Ford-Cosworth motorokat, és ezt a variánst C3C névvel illették.

## Áttekintés
Az autót Christian Vanderpleyn tervezte meg, az előző évi Coloni FC188 átalakításával. Az elődhöz képest szembeötlő különbség volt a légbeömlő nyílás a pilóta feje felett. A hajtásról a Ford-Cosworth kiscsapatok által kedvelt DFR motorja gondoskodott.
A C3-as későn került bevetésre, és még így is félkész volt. Az egyenesekben különösen lassú volt, ami főként a gyors pályákon, mint Monza vagy Spa látszódott. Emiatt egyszer sem jutottak túl vele a prekvalifikációs körön. Vanderpleyn távozása után a szabadúszó Gary Andersont kérték fel, hogy javítson valamit a teljesítményen. Ő egy új orrkúpot és első szárnyat tervezett, amelynek hála a csapat már kvalifikálni tudta magát a portugál nagydíjra. De ez sem váltotta meg a világot, és az eredmények lényegében ugyanolyan csapnivalóak maradtak.
Az évadot követően Enzo Coloni csapattulajdonos szerződést kötött a Subaruval, hogy ők legyenek a márka gyári csapata a Formula–1-ben. Ennek keretében a Subaru megvette a csapat felét, és hozta magával a saját, 1235-ös jelzésű, flat-12 elrendezésű boxermotorját. Ezeket a motorokat a valóságban a Motori Moderni gyártotta és eredetileg a Minardi csapatnak szánták őket. Nem voltak erősek, 560-600 lóerőt tudtak, amellett elképesztően nehezek is voltak, és ami még rosszabb, meghibásodásra is hajlamosak voltak. A C3-ast áttervezték, és C3B néven versenyeztették, ami elég jelentős átalakítás volt. A felső légbeömlőt eltávolították és az oldaldobozok tetejére építettek be egyet-egyet az autó hátsó részén. Emiatt az oldaldobozok is nagyobbak és hosszabbak lettek. Mivel a kasztni súlypontja a hátsó tengely felé tolódott el, így a vezethetőség is nehézkesebbé vált.
Mindössze nyolc verseny után megromlott a kapcsolat a Subaru és a Coloni között, és a gyár teljes egészében kivonult. Az autók visszakapták a Ford-Cosworth DFV motorokat, és C3C néven ismét áttervezték őket, amelyek az eredeti C3-ra hasonlítottak. Habár a megbízhatóság csapnivaló volt továbbra is, érezhető volt egy minimális javulás.

## Versenyben
1989 során a csapat eleinte az FC188 átalakított, B variánsával versenyzett. A kanadai nagydíjon vetették be először a C3-ast, ami vegyes sikerű volt: Raphanel utolsó lett a prekvalifikáción, Moreno azonban a versenyen is elindulhatott, ahol az 57. körben esett ki váltóhiba miatt. A brit nagydíjon Morenónak újra sikerült ez a bravúr, de ekkor ismét a váltó adta meg magát. Raphanel helyét Enrico Bertaggia vette át a belga nagydíjtól. Portugáliában az időmérő edzésen Moreno a 15. helyet érte el, amely a csapat történetének legnagyobb sikere volt. Ezt nem tudta kamatoztatni, ugyanis egy balesetben tönkrement az új tervezésű első szárny, amit nem tudtak pótolni, és az elektronika meghibásodása miatt ki is esett. Az idényben a csapat többet nem is kvalifikálta magát.
1990-ben a Coloni mindössze egyetlen autót indított, amelyet Bertrand Gachot vezetett. A nagy remények ellenére az idény teljes katasztrófa volt: a szezonnyitó amerikai nagydíjon Gachot utolsó lett a prekvalifikáción, és a C3B kódnevű, Subaru-motoros autóval egyszer sem sikerült neki kvalifikálnia magát. Miután a csapat a C3C jelű autóval visszaváltott a Ford-Cosworth-motorokra, az első két versenyen ugyancsak kudarcot vallott, de már Belgiumtól képes volt rá - igaz, általában az utolsó helyen. Ez azt jelentette, hogy az időmérő edzésen részt vehetett, de mivel nem tudta megfutni a versenyen részvételhez szükséges köridőt, így Gachot az idényben lényegében egyetlen versenyen sem vett részt.

## Eredmények
| Év   | Kasztni    | Motor             | Gumik | Pilóták               | 1   | 2   | 3   | 4   | 5   | 6   | 7   | 8   | 9   | 10  | 11  | 12  | 13  | 14  | 15  | 16  | Pontok | Helyezés |
| ---- | ---------- | ----------------- | ----- | --------------------- | --- | --- | --- | --- | --- | --- | --- | --- | --- | --- | --- | --- | --- | --- | --- | --- | ------ | -------- |
| 1989 | Coloni C3  | Ford-Cosworth DFR | P     |                       | BRA | SMR | MON | MEX | USA | CAN | FRA | GBR | GER | HUN | BEL | ITA | POR | ESP | JPN | AUS | 0      | -        |
| 1989 | Coloni C3  | Ford-Cosworth DFR | P     | Roberto Moreno        |     |     |     |     |     | KI  | NK  | KI  | NPK | NPK | NPK | NPK | KI  | NPK | NPK | NPK | 0      | -        |
| 1989 | Coloni C3  | Ford-Cosworth DFR | P     | Pierre-Henri Raphanel |     |     |     |     |     | NPK | NPK | NPK | NPK | NPK |     |     |     |     |     |     | 0      | -        |
| 1989 | Coloni C3  | Ford-Cosworth DFR | P     | Enrico Bertaggia      |     |     |     |     |     |     |     |     |     |     | NPK | NPK | NPK | NPK | NPK | NPK | 0      | -        |
| 1990 | Coloni C3B | Subaru 1235       | G     |                       | USA | BRA | SMR | MON | CAN | MEX | FRA | GBR | GER | HUN | BEL | ITA | POR | ESP | JPN | AUS | 0      | -        |
| 1990 | Coloni C3B | Subaru 1235       | G     | Bertrand Gachot       | NPK | NPK | NPK | NPK | NPK | NPK | NPK | NPK |     |     |     |     |     |     |     |     | 0      | -        |
| 1990 | Coloni C3C | Ford-Cosworth DFR | G     | Bertrand Gachot       |     |     |     |     |     |     |     |     | NPK | NPK | NK  | NK  | NK  | NK  | NK  | NK  | 0      | -        |